# Max Schwarz (Politiker)
Max Paul Hermann Schwarz (* 29. Mai 1904 in Berlin; † 11. März 1979 in Gehrden) war ein deutscher Politiker (SPD). Er war von 1946 bis 1959 Mitglied im Niedersächsischen Landtag.

## Leben
Schwarz besuchte die Volksschule und absolvierte danach das Sozialpolitische Seminar an der Hochschule für Politik in Berlin, welches er 1928 mit dem Staatsexamen beendete. Während dieser Zeit war er 1918 der Sozialistischen Jugend und 1920 der Freien Gewerkschaft beigetreten. Im Jahr 1922 wurde er Mitglied der SPD. Nach dem Staatsexamen war er bis 1933 Sozialbeamter der Stadt Berlin. Danach wurde er wegen seiner Mitgliedschaft in der SPD aus dem Amt entlassen. Während der Zeit des Nationalsozialismus war er illegal in der SDAP tätig. Nach Ende des Zweiten Weltkrieges wurde er Mitglied des Bezirksvorstandes der SPD im Bezirk Bremen-Nordwest. Im Jahr 1946 war er Landrat des Landkreises Wesermarsch. Am 9. Dezember 1946 wurde er Mitglied des ernannten Niedersächsischen Landtages, dem er bis zum 28. März 1947 angehörte. Anschließend gehörte er dem Niedersächsischen Landtag noch bis zum Ende der vierten Wahlperiode an. Von 1956 bis 1959 war er Vorsitzender des Ausschusses für Haushalt und Finanzen und von 1954 bis 1955 war er Stellvertretender Vorsitzender der SPD-Landtagsfraktion. Nach seinem Ausscheiden aus dem Parlament am 3. Juli 1959 übernahm er die Leitung des Verfassungsschutzamtes.
Schwarz war seit dem 14. Januar 1956 in zweiter Ehe mit Hildegard Gesine Auguste geb. Brunken verheiratet. Die Eheschließung fand in Brake (Unterweser) statt. Max Schwarz starb am 11. März 1979 um 12:42 Uhr in seiner Wohnung in der Fritz-Reuter-Straße 15 in Gehrden im Alter von 74 Jahren.

## Ehrungen
- 1969: Großes Verdienstkreuz der Bundesrepublik Deutschland

## Werke
- MdR. Biographisches Handbuch der Reichstage. Verlag für Literatur und Zeitgeschehen, Hannover 1965[2]
- Richard Lehners (Hrsg.): Porträt eines Parlaments. Der Niedersächsische Landtag 1947–1967. Zusammengestellt von Max Schwarz und Joachim Heinrich Rothsprach. Verlag für Literatur und Zeitgeschehen, Hannover 1967
- Seit 1881. Bibliographie des Verlages J. H. W. Dietz Nachfl. Verlag J. H. W. Dietz Nachfl., Berlin / Bonn-Bad Godesberg 1973, DNB 740097776.
- Der Arbeiterjugend-Verlag Berlin. 1920–1933. Eime Bibliographie (= Schriftenreihe des Archivs der Arbeiterjugendbewegung, Band 1). Sozialistische Jugend Deutschlands, die Falken, Bonn 1978, DNB 790481448.
- Dieter Dowe (Hrsg.): Berichte über die Verhandlungen der Vereinstage Deutscher Arbeitervereine. 1863–1869. Mit einer Einleitung von Shlomo Na’aman sowie einem Personenregister, Zeitschriften- und Zeitungsregister und Ortsregister von Max Schwarz. J. H. W. Dietz Nachfl., Berlin / Bonn 1980, ISBN 3-8012-2095-8.
- Kongress der Gewerkschaften Deutschlands. 1, 1892 - 10, 1919. Protokolle der Verhandlungen der Kongresse der Gewerkschaften Deutschlands. Band 7. J. H. W. Dietz Nachfl., Berlin / Bonn 1980, ISBN 3-8012-2090-7.
- Brigitte Emig, Max Schwarz, Rüdiger Zimmermann: Literatur für eine neue Wirklichkeit. Bibliographie und Geschichte des Verlages J. H. W. Dietz Nachf. 1881–1981 und der Verlags Buchhandlung Vorwärts, Volksbuchhandlung Hottingen/Zürich, German Cooperative Print, & Publ. Co., London, Berliner Arbeiterbibliothek, Arbeiterjugendverlag, Verlagsgenossenschaft „Freiheit“, Der Bücherkreis. J. H. W. Dietz Nachfl., Berlin / Bonn 1981, ISBN 3-8012-0059-0.